# Tampa Bay Buccaneers 2023
La stagione 2023 dei Tampa Bay Buccaneers è stata la 47ª della franchigia nella National Football League e la seconda sotto la direzione del capo-allenatore Todd Bowles. Fu inoltre la prima stagione dal 2019 senza il quarterback Tom Brady, che annunciò il suo secondo ritiro il 1º febbraio 2023. Tampa Bay chiuse con un record di 9–8 e vinse il suo terzo titolo della NFC South division consecutivo (un record di franchigia). Inoltre si qualificò per i playoff per il quarto anno consecutivo, la sua striscia più lunga dal periodo 1999–2002.
Per sostituire Brady, i Buccaneers il 15 marzo firmarono il quarterback free agent Baker Mayfield, il quale si impose come titolare durante il training camp. Per la prima volta dal 2012, Tampa Bay indossò le sue uniformi arancioni utilizzate durante i suoi primi anni nella lega contro i Detroit Lions nella settimana 6.
Circondata da scarse attese, Tampa Bay ebbe una sorprendente partenza, vincendo tre delle prime quattro gare, con vittorie contro i Vikings, i Bears e i Saints. Al turno di pausa si trovarono così in testa alla division. In seguito però persero quattro gare consecutive e sei su sette, scendendo a un record di 4-7. Subirono sconfitte all'ultimo secondo contro Atlanta e Houston, mentre i tentativi di rimonta contro Buffalo, San Francisco e Indianapolis non andarono a buon fine. I Buccaneers tuttavia si ripresero, vincendo cinque delle ultime sei e migliorando il bilancio di 8–9 della stagione precedente. Conclusero alla pari con New Orleans ma vinsero il titolo di division in base al miglior record contro avversari comuni. Nel primo turno di playoff ospitarono i Philadelphia Eagles campioni della NFC in carica, una rivincita della gara della settimana 3, vincendo per 32–9. Tampa Bay avanzò così al Divisional Round contro i Detroit Lions, dove fu eliminata con un punteggio di 31–23.

## Scelte nel Draft 2023
| Scelte dei Buccaneers nel Draft 2023 |        |                 |       |                    |                                  |
| Giro                                 | Scelta | Giocatore       | Ruolo | College            | Note                             |
| 1                                    | 19     | Calijah Kancey  | DT    | Pittsburgh         |                                  |
| 2                                    | 48     | Cody Mauch      | OG    | North Dakota State | Da Detroit via Green Bay         |
| 3                                    | 82     | YaYa Diaby      | DE    | Louisville         |                                  |
| 5                                    | 153    | SirVocea Dennis | LB    | Pittsburgh         |                                  |
| 5                                    | 171    | Payne Durham    | TE    | Purdue             | Scelta compensatoria             |
| 6                                    | 181    | Josh Hayes      | CB    | Kansas State       | Da Indianapolis                  |
| 6                                    | 191    | Trey Palmer     | WR    | Nebraska           | Da Green Bay via diverse squadre |
| 6                                    | 196    | Jose Ramirez    | LB    | Eastern Michigan   |                                  |

## Staff
| Staff dei Tampa Bay Buccaneers |
| --- |
| Organi dirigenziali - Co-proprietario/co-chairman – Bryan Glazer - Co-proprietario/co-chairman – Edward Glazer - Co-proprietario/co-chairman – Joel Glazer - Co-proprietario/presidente – Darcie Glazer Kassewitz - General manager – Jason Licht - Direttore del personale dei giocatori – John Spytek - Direttore delle operazioni del football – Shelton Quarles - Direttore degli osservatori del college – Mike Biehl - Direttore degli osservatori dei professionisti – Rob McCartney - Assistente direttore oss. professionisti – Shane Scannell - Assistente direttore oss. professionisti – Alex Smith - Direttore dell'amministrazione del football – Mike Greenberg Capo allenatore - Capo-allenatore – Todd Bowles - Assistente c.a./gioco sulle corse – Harold Goodwin Altri allenatori - Preparatore atletico – Anthony Piroli - Velocità e condizione – Roger Kingdom - Assistente p.a. – Michael Stacchiotti - Assistente p.a. – Chad Wade - Assistente p.a. - Maral Javadifar Allenatori dell'attacco - Coordinatore offensivo - Byron Leftwich - Quarterback – Clyde Christensen - Running back – Todd McNair - Wide receiver – Kevin Garver - Assistente wide receiver – Thad Lewis - Tight end – John Van Dam - Offensive line – Joe Gilbert - Assistente attacco senior – Rick Christophel - Assistente attacco – A.Q. Shipley - Controllo qualità attacco – Jeff Kastl - Consulente attacco – Tom Moore Allenatori della difesa - Co-coordinatore difensivo – Kacy Rodgers - Co-coordinatore difensivo – Larry Foote - Defensive line – Kacy Rodgers - Assistente defensive line – Lori Locust - Outside linebacker – Bob Sanders - Inside linebacker – Larry Foote - Cornerback – Kevin Ross - Safety – Nick Rapone - Controllo qualità difesa – Joey Fitzgerald Allenatori dello special team - Coordinatore dello Special Team: Keith Armstrong - Assistente special team/difesa – Keith Tandy - Assistente special team/difesa – Tim Atkins - Specialista – Chris Boniol |

## Roster
| Roster dei Tampa Bay Buccaneers |
| --- |
| Quarterback - 6 Baker Mayfield - 2 Kyle Trask Running Back - 44 Sean Tucker - 21 Ke'Shawn Vaughn - 1 Rachaad White Wide Receiver - 13 Mike Evans - 14 Chris Godwin - 18 Rakim Jarrett - 10 Trey Palmer - 83 Deven Thompkins Tight End - 87 Payne Durham - 41 Ko Kieft - 88 Cade Otton - 89 David Wells Offensive Linemen - 71 Matt Feiler G - 67 Luke Goedeke G - 70 Robert Hainsey C - 60 Nick Leverett G - 69 Cody Mauch G - 77 Justin Skule T - 64 Aaron Stinnie G - 73 Brandon Walton T - 78 Tristan Wirfs T Defensive Linemen - 96 Greg Gaines DE - 92 William Gholston DE - 91 Mike Greene NT - 90 Logan Hall DE - 79 Pat O'Connor DE - 94 Calijah Kancey DE - 50 Vita Vea NT Linebacker - 7 Shaquil Barrett OLB - 52 K.J. Britt ILB - 54 Lavonte David ILB - 8 SirVocea Dennis ILB - 0 YaYa Diaby OLB - 49 Cam Gill OLB - 98 Anthony Nelson OLB - 9 Joe Tryon-Shoyinka OLB - 58 Markees Watts OLB - 45 Devin White ILB Defensive Back - 24 Carlton Davis CB - 35 Jamel Dean CB - 30 Dee Delaney SS - 32 Josh Hayes CB - 29 Christian Izien SS - 26 Kaevon Merriweather FS - 27 Zyon McCollum CB - 23 Ryan Neal SS - 38 Derrek Pitts CB - 31 Antoine Winfield Jr. FS Special Team - 5 Jake Camarda P - 4 Chase McLaughlin K - 97 Zach Triner LS Lista delle riserve - 22 Chase Edmonds RB (IR) - 3 Russell Gage WR (IR) - 66 Ryan Jensen C (IR) Squadra di allenamento - 53 Brandon Bouyer-Randle OLB - 95 C.J. Brewer DE - 61 Silas Dzansi T - 72 Luke Haggard T - 16 Keenan Isaac CB - 28 Cephus Johnson WR - 25 Patrick Laird RB - 15 Richard LeCounte FS - 81 Ryan Miller WR - 19 David Moore WR - 33 Jose Ramirez OLB - 51 J.J. Russell ILB - 56 Deadrin Senat NT - 74 Logan Stenberg G - 84 Tanner Taula TE - 11 John Wolford QB Roster aggiornato al 21 settembre 2023 53 attivi, 3 inattivi, 16 nella squadra di allenamento |
| Legenda - I rookie sono in corsivo. - Il primo ruolo è il principale mentre gli eventuali successivi indicano i ruoli secondari. - (IR) sta per Injured Reserve ed indica la lista ristretta per un solo giocatore infortunato che può tornare ad allenarsi dopo la settimana 6 e a rientrare in prima squadra dopo che questa ha giocato 8 partite. - (NF-Inj.) / (NF-Ill.) stanno rispettivamente per Non-Football Injured e Non-Football Illness ed indicano le liste dove viene inserito un giocatore che ha un infortunio o una malattia non dipendente dal football americano. - (PUP) sta per Physically Unable to Perform ed indica la lista dove viene inserito un giocatore mentre è in attesa di recuperare la condizione fisica. Nella stagione regolare dopo la sesta partita giocata dalla propria squadra, il giocatore ha tempo tre settimane per riprendere ad allenarsi, più tre settimane aggiuntive dal suo rientro agli allenamenti per rientrare in prima squadra. |

## Precampionato
Il 25 maggio 2023 fu reso noto il calendario delle gare del precampionato.
| Precampionato |           |           |                     |           |        |                       |            |         |
| Settimana     | Data      | Ora (ET)  | Avversario          | Risultato | Record | Stadio                | TV         | Sintesi |
| 1             | 11 agosto | 7:00 p.m. | Pittsburgh Steelers | S 17-27   | 0-1    | Raymond James Stadium | WFLA (NBC) | Sintesi |
| 2             | 19 agosto | 7:30 p.m. | @ New York Jets     | V 13-6    | 1-1    | MetLife Stadium       | WFLA (NBC) | Sintesi |
| 3             | 26 agosto | 7:00 p.m. | Baltimore Ravens    | V 26-20   | 2-1    | Raymond James Stadium | WFLA (NBC) | Sintesi |

## Stagione regolare

### Calendario
Il calendario della stagione regolare 2023 fu reso noto l'11 maggio 2023. In seguito fu spostato dalla lega l'orario della partita della settimana 6, valutata come gara di interesse. Data e orario della gara di settimana 18 furono stabilite il 31 dicembre 2023, dopo lo svolgimento del diciassettesimo turno.
| Stagione regolare |                     |                     |                         |                     |                     |                         |                     |                     |
| Settimana         | Data                | Ora (ET)            | Avversario              | Risultato           | Record              | Stadio                  | TV                  | Sintesi             |
| 1                 | 10 settembre        | 1:00 p.m.           | @ Minnesota Vikings     | V 20-17             | 1-0                 | U.S. Bank Stadium       | CBS                 | Sintesi             |
| 2                 | 17 settembre        | 1:00 p.m.           | Chicago Bears           | V 27-17             | 2-0                 | Raymond James Stadium   | Fox                 | Sintesi             |
| 3                 | 25 settembre        | 7:15 p.m.           | Philadelphia Eagles (M) | S 11-25             | 2-1                 | Raymond James Stadium   | ABC                 | Sintesi             |
| 4                 | 1º ottobre          | 1:00 p.m.           | @ New Orleans Saints    | V 26-9              | 3-1                 | Caesars Superdome       | Fox                 | Sintesi             |
| 5                 | Settimana di riposo | Settimana di riposo | Settimana di riposo     | Settimana di riposo | Settimana di riposo | Settimana di riposo     | Settimana di riposo | Settimana di riposo |
| 6                 | 15 ottobre          | 4:25 p.m.           | Detroit Lions           | S 6-20              | 3-2                 | Raymond James Stadium   | Fox                 | Sintesi             |
| 7                 | 22 ottobre          | 1:00 p.m.           | Atlanta Falcons         | S 13-16             | 3-3                 | Raymond James Stadium   | Fox                 | Sintesi             |
| 8                 | 26 ottobre          | 8:15 p.m.           | @ Buffalo Bills (T)     | S 18-24             | 3-4                 | Highmark Stadium        | Prime Video         | Sintesi             |
| 9                 | 5 novembre          | 1:00 p.m.           | @ Houston Texans        | S 37-39             | 3-5                 | NRG Stadium             | CBS                 | Sintesi             |
| 10                | 12 novembre         | 1:00 p.m.           | Tennessee Titans        | V 20-6              | 4-5                 | Raymond James Stadium   | CBS                 | Sintesi             |
| 11                | 19 novembre         | 4:05 p.m.           | @ San Francisco 49ers   | S 14-27             | 4-6                 | Levi's Stadium          | Fox                 | Sintesi             |
| 12                | 26 novembre         | 1:00 p.m.           | @ Indianapolis Colts    | S 20-27             | 4-7                 | Lucas Oil Stadium       | CBS                 | Sintesi             |
| 13                | 3 dicembre          | 4:05 p.m.           | Carolina Panthers       | V 21-18             | 5-7                 | Raymond James Stadium   | CBS                 | Sintesi             |
| 14                | 10 dicembre         | 1:00 p.m.           | @ Atlanta Falcons       | V 29-25             | 6-7                 | Mercedes-Benz Stadium   | CBS                 | Sintesi             |
| 15                | 17 dicembre         | 1:00 p.m.           | @ Green Bay Packers     | V 34-20             | 7-7                 | Lambeau Field           | Fox                 | Sintesi             |
| 16                | 24 dicembre         | 4:05 p.m.           | Jacksonville Jaguars    | V 30-12             | 8-7                 | Raymond James Stadium   | CBS                 | Sintesi             |
| 17                | 31 dicembre         | 1:00 p.m.           | New Orleans Saints      | S 13-23             | 8-8                 | Raymond James Stadium   | Fox                 | Sintesi             |
| 18                | 7 gennaio           | 1:00 p.m.           | @ Carolina Panthers     | V 9-0               | 9-8                 | Bank of America Stadium | Fox                 | Sintesi             |

Note:
- Gli avversari della propria division sono in grassetto.
- Il simbolo "@" indica una partita giocata in trasferta.
- (M) indica il Monday Night Football e (T) il Thursday Night Football.

## Play-off
Al termine della stagione regolare i Buccaneers arrivarono primi nella NFC South con un record di 9 vittorie e 8 sconfitte, qualificandosi ai play-off con la testa di serie numero 4.
| Play-off   |            |           |                         |           |        |                       |          |         |
| Turno      | Data       | Ora (ET)  | Avversario (seed)       | Risultato | Record | Stadio                | TV       | Sintesi |
| Wild Card  | 15 gennaio | 8:15 p.m. | Philadelphia Eagles (5) | V 32-9    | 1-0    | Raymond James Stadium | ESPN/ABC | Sintesi |
| Divisional | 21 gennaio | 3:00 p.m. | @ Detroit Lions (2)     | S 23-31   | 1-1    | Ford Field            | NBC      | Sintesi |

## Premi

### Premi settimanali e mensili
- Jake Camarda:

giocatore degli special team della NFC della settimana 2
giocatore degli special team della NFC del mese di settembre
- Calijah Kancey:

rookie difensivo del mese di novembre
- Antoine Winfield Jr.:

difensore della NFC della settimana 13
difensore della NFC della settimana 18
- Baker Mayfield:

giocatore offensivo della NFC della settimana 15
quarterback della settimana 15